# Santo Tomás (Peru)

Santo Tomás é uma cidade do Peru, capital da Província de Chumbivilcas, situada no Departamento de Cusco, pertencente a Região de Cusco, Peru.